# 克拉克斯維爾 (新罕布什爾州)
克拉克斯維爾（英語：Clarksville）是一個位於美國新罕布什爾州庫斯縣的鎮。

## 人口
根據2020年美國人口普查的數據，克拉克斯維爾的面積為161.50平方千米，當中陸地面積為156.30平方千米，而水域面積為5.20平方千米。當地共有人口294人，而人口密度為每平方千米2人。